# 地の群れ (映画)
『地の群れ』（ちのむれ）は、1970年に公開された熊井啓監督の日本映画である。  
第20回ベルリン国際映画祭コンペティション部門で上映された。

## スタッフ
以下のスタッフ名はKINENOTEに従った。
- 監督 - 熊井啓
- 脚色 - 熊井啓、井上光晴
- 原作 - 井上光晴
- 製作 - 大塚和、高島幸夫
- 撮影 - 墨谷尚之
- 美術 - 深民浩
- 音楽 - 松村禎三
- 録音 - 太田六敏
- 照明 - 鈴木貞雄
- 編集 - 丹治睦夫

## キャスト
- 鈴木瑞穂[1] - 宇南親雄[4]
- 紀比呂子[1] - 福地徳子[5]
- 寺田誠[1] - 津山信夫[4][5]
- 原泉 - 金代[1]、津山信夫の祖母[4][5]
- 北林谷栄[1] - 福地松子[4][5]
- 松本典子[1] - 宇南英子（宇南親雄の妻）[4][5]
- 奈良岡朋子[1] - 家弓光子[4][5]
- 佐野浅夫[1] - 家弓勇次（家弓光子の夫）[4][5]
- 宇野重吉[1] - 宮地重夫[4][5]
- 瀬川菊之丞[1] - 宇南親雄の父[4][2]
- 岡倉俊彦 - 真[1]
- 水原英子 - 宰子[1]
- 坂東調右衛門 - 駒一[1]
- 村田吉次郎 - 仲川[1]
- 杣英二郎 - 国領[1]
- 市川祥之助 - 男患者[1]
- 市川岩五郎 - 小松[1]
- 中村公三郎 - ケロイドの男[1]
- 中村鶴蔵 - 笠[1]

## 受賞歴
- 1970年 第25回毎日映画コンクール[6]
  - 俳優部門 女優助演賞 奈良岡朋子 『どですかでん』『地の群れ』
  - スタッフ部門 音楽賞 松村禎三 『地の群れ』
- 1970年度 第44回キネマ旬報
  - 日本映画ベスト・テン5位 『地の群れ』（熊井啓監督）[7]